# Liste des lacs au Zimbabwe
La Liste des lacs au Zimbabwe répertorie la liste non exhaustive des lacs sur le territoire zimbabween.

## Lacs notoires et catégories de lacs présents dans le pays
Il existe au Zimbabwe un lac transfrontalier, le lac Kariba, le plus grand lac artificiel au monde.

## Liste des lacs
Les reservoirs insiza, ingwesi, thornville, gulameta ne sont pas listé parmi les lacs.